# Diocese de Londres
A Diocese de Londres (em latim: Dioecesis Londiniensis, em inglês:  Diocese of London) é uma circunscrição eclesiática da Igreja da Inglaterra, parte da Província da Cantuária.
Fica diretamente ao norte do Tâmisa, cobrindo 177 milhas quadradas (460 km2) e todo ou parte de 17 distritos de Londres. Corresponde quase exatamente ao condado histórico de Middlesex. Inclui a cidade de Londres, na qual fica sua catedral, São Paulo, e também abrange Spelthorne, que atualmente é administrada por Surrey. Abrange a maior parte daquela parte da Grande Londres que fica ao norte do Rio Tâmisa e a oeste do Rio Lea.
A diocese cobria todo Essex até 1846, quando Essex se tornou parte da Diocese de Rochester, depois Santo Albano e desde 1914 forma a Diocese de Chelmsford. Também antigamente ocupava as partes sul e leste de Hertfordshire. O Relatório dos Comissários nomeados por Sua Majestade para investigar as Receitas Eclesiásticas da Inglaterra e do País de Gales (1835) observou que a renda líquida anual da Sé de Londres era de £13.929. Isso a tornou a terceira diocese mais rica da Inglaterra, depois de Canterbury e Durham. [carece de fontes?]
O líder espiritual é o Bispo de Londres e sua sé a Catedral de São Paulo.

## História
A diocese de Londres foi estabelecida pela primeira vez no período romano, tendo como primeiro bispo conhecido o Bispo Resitiutus, que participou de um Concílio em Arles em 314. Londres retornou ao paganismo após as invasões saxônicas e a diocese foi reconstituída em 604, com a primeira Catedral de São Paulo como sua catedral. A diocese medieval manteve sua jurisdição sobre a área estabelecida no século VII: a cidade de Londres, os antigos condados de Essex e Middlesex e a maior parte de Hertfordshire, e a diocese ficava inteiramente ao norte do rio Tâmisa.
A área atendida pela diocese permaneceu inalterada até o século XIX, exceto por um curto período entre 1540, quando a diocese de Westminster, fundada por Henrique VIII, foi retirada da diocese de Londres, abrangendo Westminster, o condado de Middlesex, com exceção de Fulham, e 1550, quando o bispo nomeado Thirlby renunciou e o bispado voltou para Londres.
A administração da diocese foi originalmente dividida entre o Arquidiácono de Londres e o Arquidiácono de Middlesex. Em 1708, havia 5 igrejas e capelas subordinadas ao arquidiácono de Londres, 52 subordinadas ao arquidiácono de Middlesex, 14 subordinadas diretamente ao bispo e 4 subordinadas ao Arcebispo da Cantuária, fora da jurisdição da diocese de Londres.
O crescimento populacional nos séculos XIX e XX exigiu a reorganização dos limites da diocese. Até 1845, a diocese compreendia a maioria das paróquias de Middlesex, exceto parte de Stanwell, que ficava na diocese de Oxford, as paróquias da cidade de Londres, excluindo as treze paróquias da região de Arches, um número substancial de paróquias em Hertfordshire e quatro paróquias em Buckinghamshire, a saber, Aston Abbots, Grandborough, Little Horwood e Winslow.
Com a abolição das jurisdições peculiares do Arcebispo da Cantuária, as unidades eclesiásticas dentro da área de Middlesex, que estavam isentas do controle administrativo da diocese em 1845, foram adicionadas as treze paróquias na cidade de Londres, algumas paróquias em Middlesex e aquelas no Decanato de Croydon, no antigo condado de Surrey, Barnes, Mortlake, Newington, Putney, Walworth e Wimbledon. A diocese manteve nove paróquias de Essex: Barking, Chingford, East e West Ham, Little Ilford, Low Leyton, Walthamstow, Wanstead e Woodford. O restante de Essex foi temporariamente transferido para a sede de Rochester e as paróquias em Hertfordshire e Buckinghamshire foram removidas da diocese. Ao mesmo tempo, paróquias no antigo condado de Kent, Charlton, Deptford, Eltham, Greenwich, Lee, Lewisham, Plumstead e Woolwich, ao sul do Tâmisa, foram trazidas para a diocese.
A nomeação de bispos sufragâneos também foi retomada no século XIX, com autoridades detendo os títulos de bispo de Stepney, Islington e Kensington.

## Organização
Após o enorme crescimento da metrópole e de sua população no século XIX, sucessivos bispos de Londres fizeram campanha com sucesso pela nomeação de vários bispos sufragâneos para auxiliá-los no cuidado da metade norte do que se tornaria o Condado de Londres e, posteriormente, a Grande Londres. Um sistema de atribuição de "distritos" a essas sufragâneas evoluiu para um esquema experimental de áreas em 1970. Uma comissão do arcebispo sobre a organização da diocese na Grande Londres foi estabelecida em 1975 e presidida por Edmund Compton; seu relatório considerou, mas não recomendou, a transformação de toda a Grande Londres em uma província eclesiástica.
Desde a instituição formal do esquema da área de Londres (o primeiro do gênero) em 1979, a diocese foi dividida em cinco áreas episcopais, cada uma das quais sob a responsabilidade específica de um dos bispos sufragâneos da diocese. Ela é ainda dividida em arquidiaconatos e decanatos, como mostrado abaixo.
| Área episcopal                                     | Arquidiácono                    | Decanatos                             |
| -------------------------------------------------- | ------------------------------- | ------------------------------------- |
| Área episcopal de duas cidades (Bispo de Londres)  | Arquidiácono de Londres         | Decanado da Cidade de Londres         |
| Área episcopal de duas cidades (Bispo de Londres)  | Arquidiaconado de Charing Cross | Decanato de Westminster Paddington    |
| Área episcopal de duas cidades (Bispo de Londres)  | Arquidiaconado de Charing Cross | Decanato de Westminster St Margaret   |
| Área episcopal de duas cidades (Bispo de Londres)  | Arquidiaconado de Charing Cross | Decanato de Westminster St Marylebone |
| Área Episcopal de Edmonton (Bispo de Edmonton)     | Arquidiaconado de Hampstead     | Decanato de Central Barnet            |
| Área Episcopal de Edmonton (Bispo de Edmonton)     | Arquidiaconado de Hampstead     | Decanato de West Barnet               |
| Área Episcopal de Edmonton (Bispo de Edmonton)     | Arquidiaconado de Hampstead     | Decanato de Camden (Hampstead)        |
| Área Episcopal de Edmonton (Bispo de Edmonton)     | Arquidiaconado de Hampstead     | Decanato de (St Pancras and Holborn)  |
| Área Episcopal de Edmonton (Bispo de Edmonton)     | Arquidiaconado de Hampstead     | Decanato de Enfield                   |
| Área Episcopal de Edmonton (Bispo de Edmonton)     | Arquidiaconado de Hampstead     | Decanato de Haringey                  |
| Área Episcopal de Edmonton (Bispo de Edmonton)     | Arquidiaconado de Hampstead     | Decanato de West Haringey             |
| Área Episcopal de Kensington (Bispo de Kensington) | Arquidiaconado de Middlesex     | Decanato de Hammersmith and Fulham    |
| Área Episcopal de Kensington (Bispo de Kensington) | Arquidiaconado de Middlesex     | Decanato de Hampton                   |
| Área Episcopal de Kensington (Bispo de Kensington) | Arquidiaconado de Middlesex     | Decanato de Hounslow                  |
| Área Episcopal de Kensington (Bispo de Kensington) | Arquidiaconado de Middlesex     | Decanato de Kensington                |
| Área Episcopal de Kensington (Bispo de Kensington) | Arquidiaconado de Middlesex     | Decanato de Chelsea                   |
| Área Episcopal de Kensington (Bispo de Kensington) | Arquidiaconado de Middlesex     | Decanato de Spelthorne                |
| Área Episcopal de Stepney (Bispo de Stepney)       | Arquidiaconado de Hackney       | Decanato de Hackney                   |
| Área Episcopal de Stepney (Bispo de Stepney)       | Arquidiaconado de Hackney       | Decanato de Islington                 |
| Área Episcopal de Stepney (Bispo de Stepney)       | Arquidiaconado de Hackney       | Decanato de Tower Hamlets             |
| Área Episcopal de Willesden (Bispo de Willesden)   | Arquidiaconado de Northolt      | Decanato de Brent                     |
| Área Episcopal de Willesden (Bispo de Willesden)   | Arquidiaconado de Northolt      | Decanato de Ealing                    |
| Área Episcopal de Willesden (Bispo de Willesden)   | Arquidiaconado de Northolt      | Decanato de Harrow                    |
| Área Episcopal de Willesden (Bispo de Willesden)   | Arquidiaconado de Northolt      | Decanato de Hillingdon                |

### Bispos
No âmbito do plano da área de Londres, o bispo diocesano, o Bispo de Londres, mantém a supervisão das duas cidades, Londres e Westminster, enquanto os quatro bispos da área têm responsabilidade em suas próprias áreas episcopais. A sé sufragânea de Stepney foi criada em 1895, Kensington em 1901, Willesden em 1911 e Edmonton em 1970. A sé sufragânea de Marlborough existiu de 1888 a 1918. Em 1º de maio de 2015, foi anunciado que a proposta de Richard Chartres (então Bispo de Londres) de suspender a sé de Islington para a nomeação de um "bispo para plantações de igrejas" seria levada adiante. Ric Thorpe foi consagrado bispo sufragâneo de Islington em 29 de setembro de 2015.
A supervisão episcopal alternativa (para paróquias da diocese que não aceitam a ordenação de mulheres como ministras) é fornecida por um quinto bispo sufragâneo, Jonathan Baker, Bispo de Fulham, que exerce o mesmo ministério nas dioceses de Southwark e Rochester. Durante uma longa vacância naquela sé, a supervisão episcopal alternativa foi oferecida pelo então Bispo de Edmonton.[carece de fontes?]

### Escolas
O Conselho Diocesano de Escolas de Londres (LDBS) é responsável por 155 escolas da Igreja da Inglaterra na diocese de Londres, em 18 autoridades locais. O conselho atende a uma comunidade diversificada de 154 escolas e mais de 55.000 alunos.